# Il trionfo dell'amore (commedia)
Il trionfo dell'amore (Le Triomphe de l'amour) è il titolo di una commedia di Marivaux composta nel 1732.
Racconta di Leonide, principessa di Sparta il cui padre aveva usurpato il regno uccidendo Cléomène, il legittimo sovrano.

## Trama
Un giorno Leonide viene a sapere che il filosofo Ermocrate insieme alla sorella Leontine in una sua tenuta ha allevato di nascosto Agis, figlio di Cléomène. Quando viene a saperlo, Leonide decide di restituire il regno ad Agis, ma prima vuole conoscerlo.
Ermocrate, purtroppo per lei, non ammette donne nella sua tenuta perché non le considera degne di fiducia. Crede, inoltre, che l'amore ed il romanticismo siano nemici dell'intelletto e con questi principi ha allevato Agis.
Leonide, pur di conoscere Agis, si traveste da uomo ed entra nella tenuta. Quando incontra Agis se ne innamora all'istante, per questa ragione cerca ogni occasione per parlargli e cambiarne l'atteggiamento verso le donne.
Ermocrate, però, scopre che Leonide è una donna (ma non la reale identità): quest'ultima prende quindi tempo fingendo di essersi innamorata del filosofo. Ermocrate se ne invaghisce all'istante e si danno appuntamento per sposarsi di nascosto in città il giorno dopo, rinunciando in un colpo solo a tutti i suoi principi. Lo stesso giorno Leontine ha da ridire sulla presenza di Leonide nella tenuta: quest'ultima, mascherata da uomo, dichiara di essersi innamorata proprio di lei. Anche Leontine cede ed organizzano il loro matrimonio sempre per il giorno dopo.
Nella notte Leonide riesce a vincere le resistenze di Agis e gli rivela la sua identità ed i suoi sentimenti. Agis corrisponde l'amore di Leonide e decidono di sposarsi, dando così una bella lezione ad Ermocrate e Leontine e, attraverso loro, al culto della ragione.

## Commento all'opera
Lo smacco subito dai due fratelli, innamorati entrambi di Leonide, è una severa critica agli ideali illuministi: l'autore, di nazionalità francese, vissuto tra il 1688 ed il 1763, rappresentò la commedia per la prima volta il 12 marzo 1732, appena sessant'anni prima della rivoluzione francese (1789-1799) quando le idee illuministiche già andavano per la maggiore tra gli intellettuali.

## Trasposizioni cinematografiche
Nel 2001 la commedia è stata portata sul grande schermo con Il trionfo dell'amore, una produzione italiana con la regia di Clare Peploe, con Mira Sorvino nella parte di Leonide, Ben Kingsley di Hermocrates, Fiona Shaw di Leontine e Jay Rodan di Aegis.